# Filmografia lui Leonardo DiCaprio

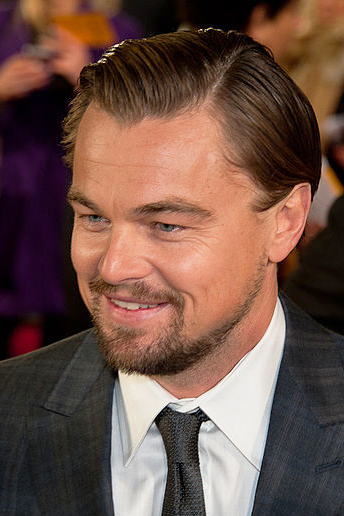
Leonardo DiCaprio la premiera filmului The Wolf of Wall Street de la Londra, în 2014

Acesta articol prezintă filmografia lui Leonardo DiCaprio. Cariera sa de actor include roluri în 27 de filme artisitice și 7 seriale de televiziune.
Leonardo DiCaprio a mai și produs câteva filme, printre care Orphan (2009), Runner Runner (2013), Out of the Furnace (2013) și The Wolf of Wall Street (2013).

## Filmografie

### Ca actor
| An   | Titlu                         | Rol                          | Note                |
| ---- | ----------------------------- | ---------------------------- | ------------------- |
| 1991 | Critters 3                    | Josh                         | Direct-to-video     |
| 1992 | Poison Ivy                    | Guy                          |                     |
| 1993 | This Boy's Life               | Tobias "Toby" Wolff          |                     |
| 1993 | What's Eating Gilbert Grape   | Arnie Grape                  |                     |
| 1994 | The Foot Shooting Party       | Bud                          | Film de scurtmetraj |
| 1995 | The Quick and the Dead        | Fee Herod, "The Kid"         |                     |
| 1995 | The Basketball Diaries        | Jim Carroll                  |                     |
| 1995 | Total Eclipse                 | Arthur Rimbaud               |                     |
| 1996 | Romeo + Juliet                | Romeo Montague               |                     |
| 1996 | Marvin's Room                 | Hank                         |                     |
| 1997 | Titanic                       | Jack Dawson                  |                     |
| 1998 | The Man in the Iron Mask      | King Louis XIV/Philippe      |                     |
| 1998 | Celebrity                     | Brandon Darrow               | Cameo               |
| 2000 | The Beach                     | Richard                      |                     |
| 2001 | Don's Plum                    | Derek                        |                     |
| 2002 | Catch Me If You Can           | Frank William Abagnale Jr.   |                     |
| 2002 | Gangs of New York             | Amsterdam Vallon             |                     |
| 2004 | The Aviator                   | Howard Hughes                |                     |
| 2006 | The Departed                  | William "Billy" Costigan Jr. |                     |
| 2006 | Blood Diamond                 | Danny Archer                 |                     |
| 2008 | Body of Lies                  | Roger Ferris                 |                     |
| 2008 | Revolutionary Road            | Frank Wheeler                |                     |
| 2010 | Shutter Island                | Teddy Daniels                |                     |
| 2010 | Inception                     | Dom Cobb                     |                     |
| 2010 | Hubble                        | Rolul său / Naratorul        |                     |
| 2011 | J. Edgar                      | J. Edgar Hoover              |                     |
| 2012 | Django Unchained              | Calvin J. Candie             |                     |
| 2013 | The Great Gatsby              | Jay Gatsby                   |                     |
| 2013 | The Wolf of Wall Street       | Jordan Belfort               |                     |
| 2015 | The Audition                  | El însuși                    | Film de scurtmetraj |
| 2015 | The Revenant                  | Hugh Glass                   |                     |
| 2016 | Before the Flood              | Narator                      | Documentar          |
| 2019 | Ice on Fire                   | Narator                      | Documentar          |
| 2019 | Once Upon a Time in Hollywood | Rick Dalton                  |                     |

| An        | Titlu               | Rol                 | Note                            |
| --------- | ------------------- | ------------------- | ------------------------------- |
| 1989      | The New Lassie      | Glen                | 2 episoade                      |
| 1990      | The Outsiders       | Kid Fighting Scout  | Episodul: "Pilot"               |
| 1990      | Santa Barbara       | Young Mason Capwell | 5 episoade                      |
| 1991      | Roseanne            | Darlene's Classmate | Episodul: "Home-Ec"             |
| 1990–1991 | Parenthood          | Garry Buckman       | 12 episoade                     |
| 1991–1992 | Growing Pains       | Luke Brower         | 23 episoade                     |
| 2014      | Saturday Night Live | Cameo               | Episodul: "Jonah Hill/Bastille" |

### Ca producător
| An   | Titlu                                        | Note                |
| ---- | -------------------------------------------- | ------------------- |
| 2004 | The Assassination of Richard Nixon           | Producător executiv |
| 2004 | The Aviator                                  | Producător executiv |
| 2007 | Greensburg                                   | Producător          |
| 2009 | Orphan                                       | Producător          |
| 2011 | Red Riding Hood                              | Producător          |
| 2011 | The Ides of March                            | Producător executiv |
| 2013 | Runner Runner                                | Producător          |
| 2013 | Out of the Furnace                           | Producător          |
| 2013 | The Wolf of Wall Street                      | Producător          |
| 2014 | Virunga                                      | Producător executiv |
| 2015 | Catching the Sun                             | Producător executiv |
| 2015 | Cowspiracy                                   | Producător executiv |
| 2016 | The Ivory Game                               | Producător executiv |
| 2016 | Before the Flood                             | Producător          |
| 2016 | Live by Night                                | Producător          |
| 2018 | Delirium                                     | Producător          |
| 2018 | Robin Hood                                   | Producător          |
| 2018 | Struggle: The Life and Lost Art of Szukalski | Producător          |
| 2019 | Richard Jewell                               | Producător          |